# 鉄砲山古墳
鉄砲山古墳（てっぽうやまこふん、御風呂山古墳）は、埼玉県行田市埼玉にある古墳。形状は前方後円墳。埼玉古墳群を構成する古墳の1つ。国の特別史跡に指定されている（特別史跡「埼玉古墳群」のうち）。

## 概要
- 墳丘長107.6メートル

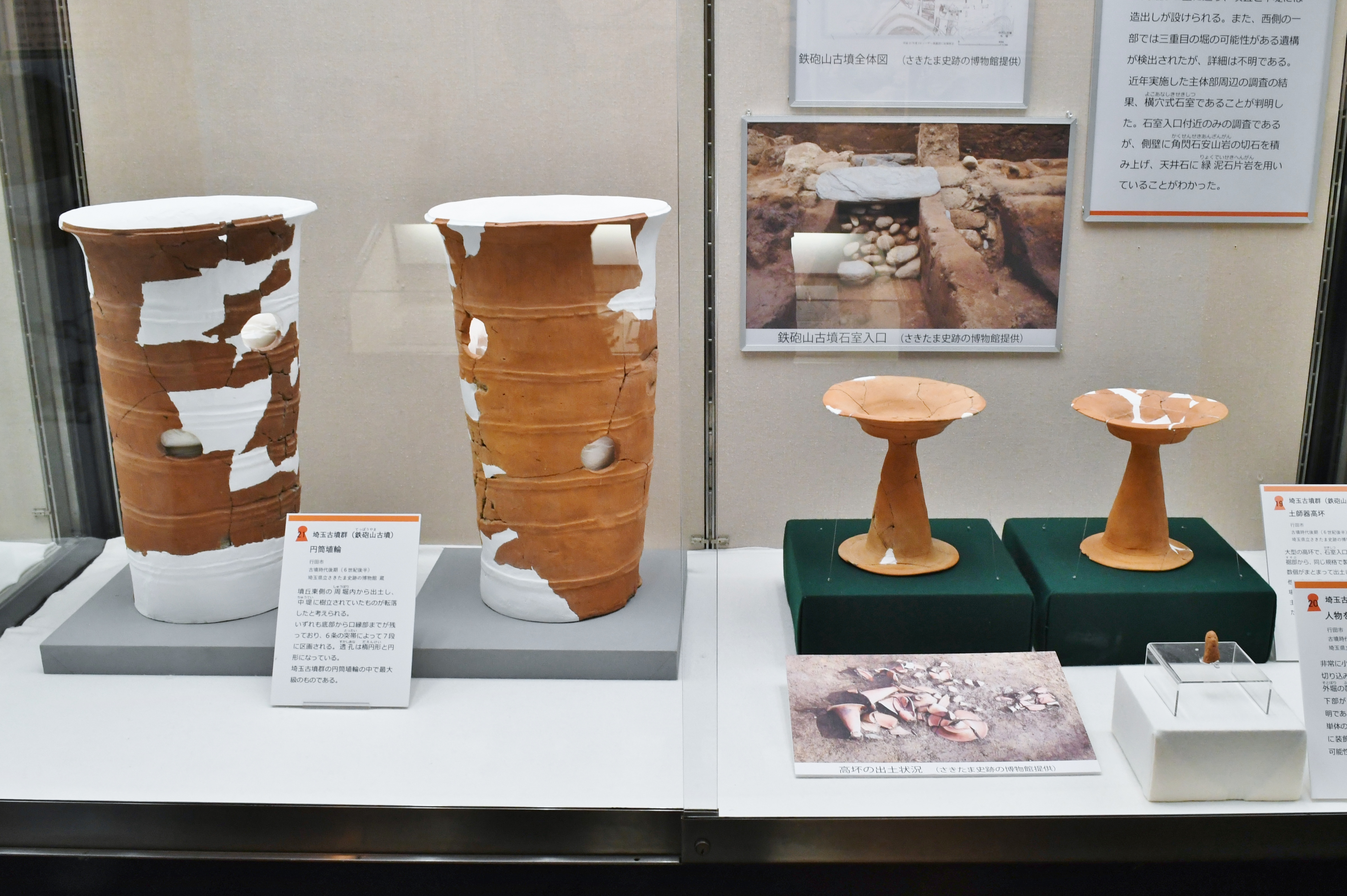
出土品埼玉県立歴史と民俗の博物館特別展時に撮影。

- 後円部径49.7メートル・高さ8.5メートル
- 前方部幅68.1メートル・高さ9.5メートル

また、周濠を含めた全長は163メートルと推定されている。
古墳群中3番目の大きさの前方後円墳である。二子山古墳を80％に縮めた形をしている。1967年、1983年、2008年および2010年～2015年までの予定で発掘調査がされており、円筒埴輪、朝顔形埴輪、土師器、須恵器などが出土している。築造時期は6世紀後半。
鉄砲山古墳の際だった特徴として、二つのことが挙げられる。ひとつは全国的にとてもめずらしい三重堀を有する古墳であることで、古墳の西側の一部で三重目の堀が確認されている。ただし全周するのかどうかは明確でない。三重堀をもつ古墳は、福岡県久留米市にある御塚古墳、同県うきは市の月岡古墳のほか、千葉県山武市の大堤権現塚古墳等に認められている程度である。
もうひとつは西側中堤から大きく突出する造出し状の施設が確認されていることで、同様の施設は稲荷山古墳、二子山古墳、将軍山古墳でも確認されている。埼玉古墳群以外では群馬県藤岡市七輿山古墳や福岡県八女市の岩戸山古墳で同様の施設が確認されているものの、規模は小さく、位置や構造も異なる。

## 埋葬施設
後円部上で行われたレーダー探査と発掘調査の結果から、南に開口する横穴式石室が存在することがわかっている。ただし石室本体の発掘調査は行われておらず、未盗掘か否かは不明。南側くびれ部に石室へ向かう階段状の墓道が設けられていて、石室入り口は粘土で厚く覆われていた。前庭部から底部穿孔の須恵器大甕が出土している。

## 忍藩角場
「鉄砲山」という名前は江戸時代に忍藩の砲術演習所（角場）があったことに由来するが、発掘調査によりその具体的な姿が確認されている。訓練場があったのは北側くびれ部付近で、訓練場を造るために墳丘が改変されていた。銃砲弾が通る「矢道」、的を立てた柱穴、命中状況を見る者が隠れた「矢見塚」などが確認され、付近からは1～200匁の18種類・154点の銃砲弾が掘り出されている。